# Tatry
Tatry jsou pohoří na severu Slovenska (Žilinský a Prešovský kraj) a jihu Polska (Malopolské vojvodství), součást Karpat. Tatry vznikly spolu s Karpatami během alpinského vrásnění v období mladších třetihor. Do roku 1992 byly nejvyšším pohořím Československa. Nyní jsou nejvyšším pohořím Slovenska (Gerlachovský štít) a Polska (Rysy). Nejvyšší horou Tater je Gerlachovský štít (2654,4 m n. m.).

## Název
Název Tatry pravděpodobně pochází z praslovanského slova Tritri, což znamená skály či skalní štíty. Další možností je dovození od keltského slova tamtra (hnědý či tmavý). Pojmenování též připomíná ukrajinský výraz pro kamen či štěrk – toltry. Tatry by pak znamenaly skalnaté hory. První zmínka s tímto názvem pochází z roku 999, kdy český kníže Boleslav II. na smrtelné posteli vzpomíná na dobu, kdy české knížectví sahalo až po „Tritri montes.“ Samotný název Tatry se poprvé objevuje v roce 1086 v listině německého císaře Jindřicha IV., který jí ohraničil pražské biskupství horami „Tritri“. V roce 1125 se v Kosmově kronice vyskytuje název Tatri.

## Charakteristika
Tatry se nacházejí na Slovensku a v Polsku. Pohoří zaujímá rozlohu asi 785 km², z toho 610 km² (77,7 %) leží na území Slovenska, a 175 km² (22,3 %) na území Polska. Tatry jsou jediným pohořím Karpat, které má alpínský ráz. Jsou nejvyšším pohořím celého karpatského oblouku a nachází se zde 25 vrcholů vyšších než 2 500 metrů nad mořem. Hlavní část Tater byla vymodelována vodou respektive ledovci. Území Tater patří k úmoří Černého moře (řeka Váh) a Baltského moře (Dunajec nebo Poprad).

### Rozdělení

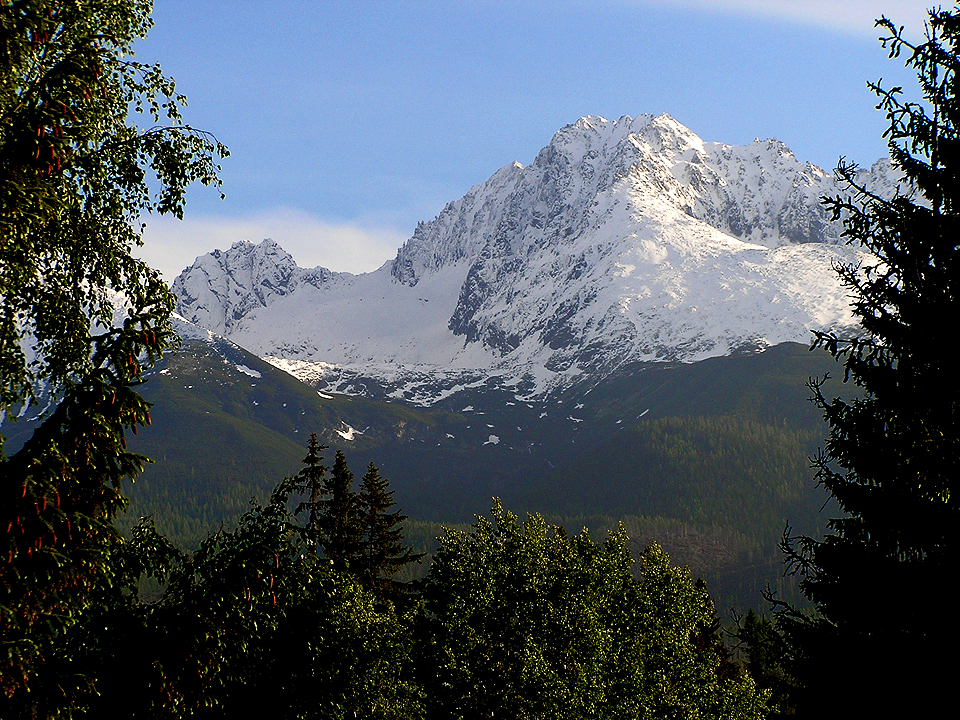
Gerlachovský štít

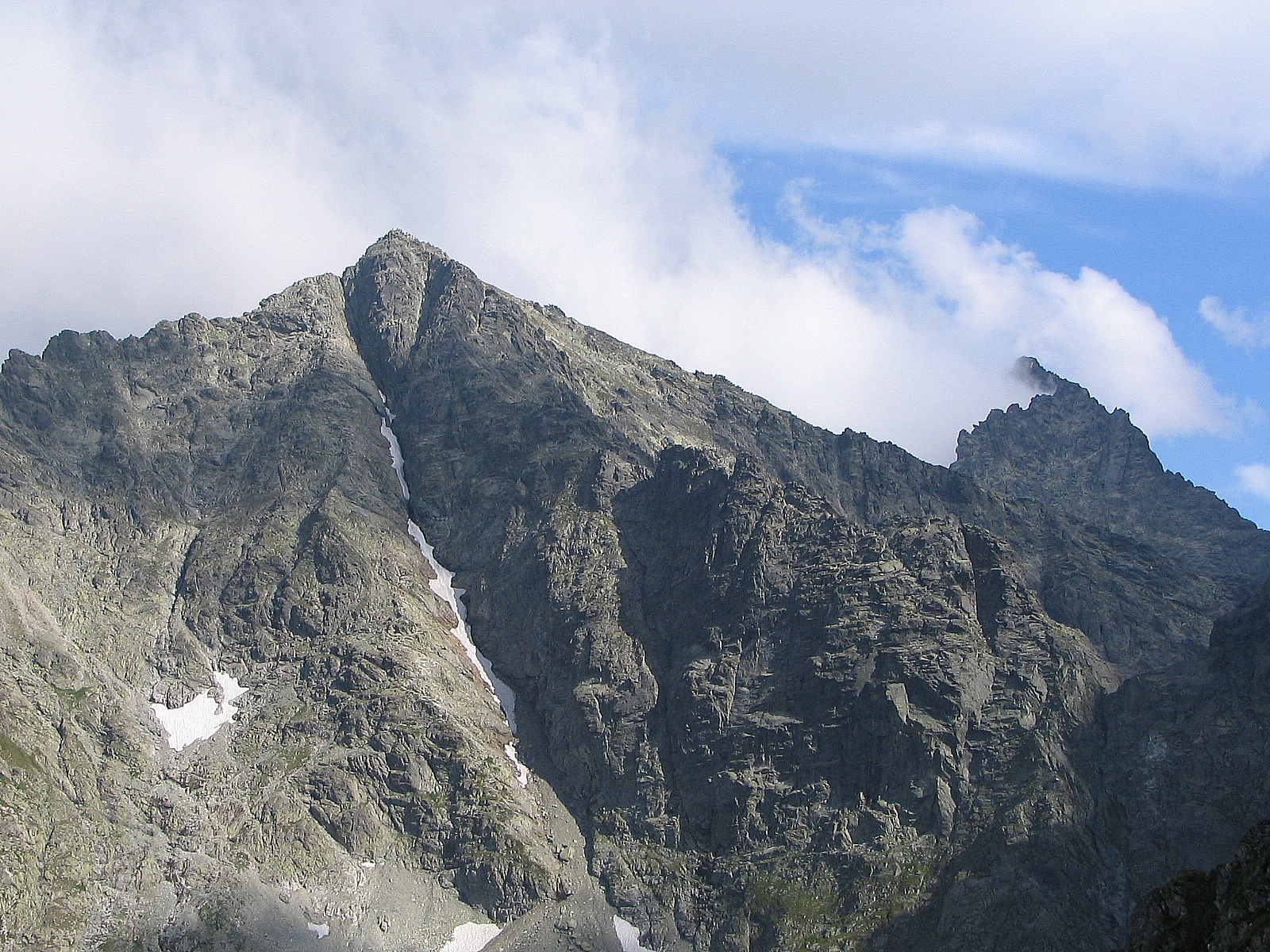
Rysy

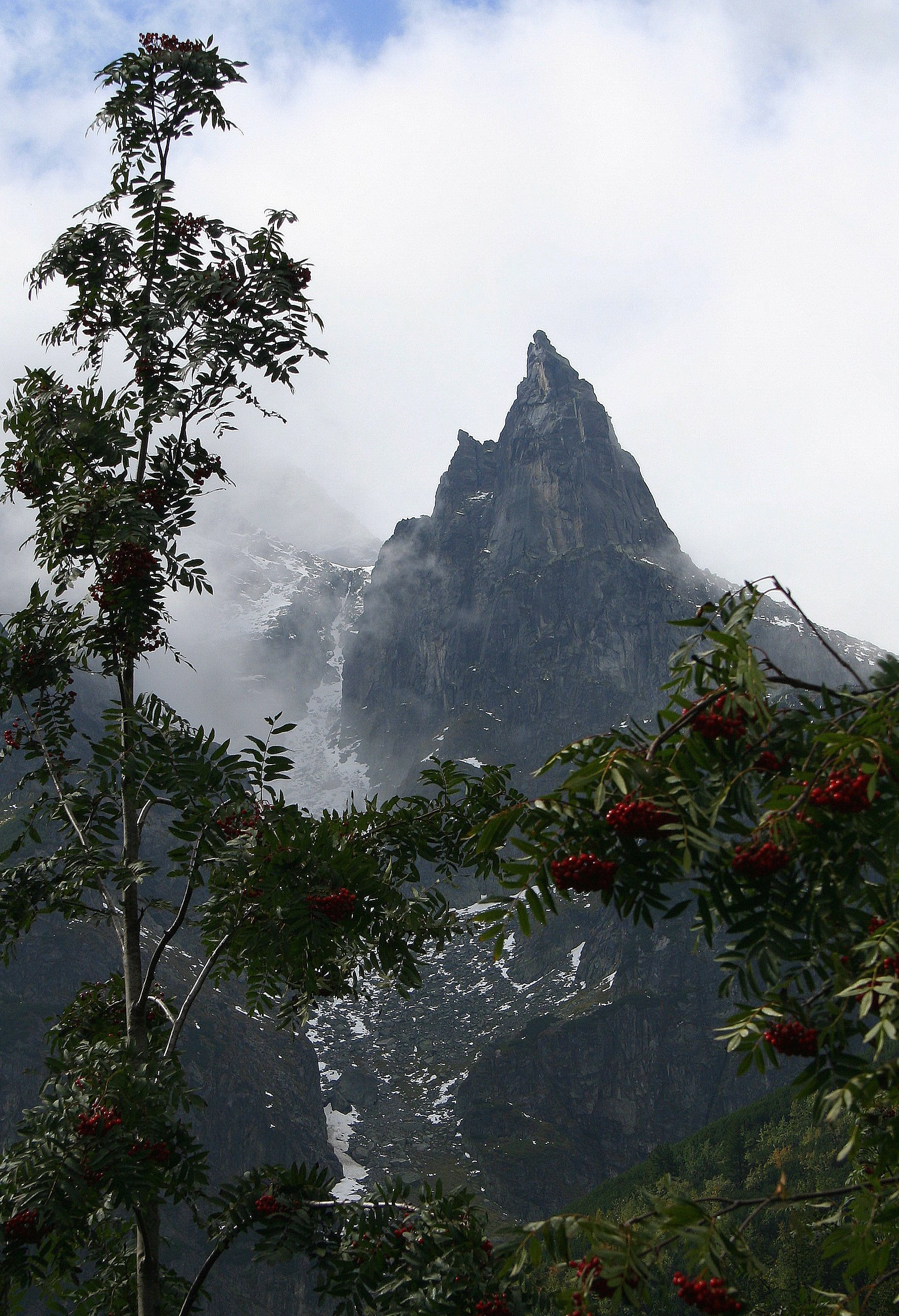
Mnich

Tatry jsou součástí tzv. Vnitřních Západních Karpat a z geomorfologického hlediska se dělí na 2 podcelky:
- Východní Tatry - leží převážně na Slovensku: ve Spišském regionu (Prešovský kraj) a dále na území Malopolského vojvodství v Polsku.
- Západní Tatry - leží na Slovensku: Liptově a Oravě (Žilinský a Prešovský kraj) a dále v Polsku, na území Malopolského vojvodství.

Hranici mezi Západními a Východními Tatrami tvoří Tichá dolina na Slovensku a Dolina Suchej vody v Polsku.
Následující mapa a tabulka zobrazují rozdělení Východních a Západních Tater, včetně nejvyšších vrcholů jednotlivých geomorfologických okrsků:
| Geomorfologické členění Tater                                            | Geomorfologické členění Tater | Geomorfologické členění Tater |
| ------------------------------------------------------------------------ | ----------------------------- | ----------------------------- |
| ZÁPADNÍ KARPATY • Vnitřní Západní Karpaty • Fatransko-tatranská oblast   |                               |                               |
| ZÁPADNÍ TATRY                                                            | Osobitá                       | Osobitá (1687 m)              |
| ZÁPADNÍ TATRY                                                            | Sivý vrch                     | Sivý vrch (1805 m)            |
| ZÁPADNÍ TATRY                                                            | Roháče                        | Baníkov (2178 m)              |
| ZÁPADNÍ TATRY                                                            | Liptovské Tatry               | Bystrá (2248 m)               |
| ZÁPADNÍ TATRY                                                            | Červené vrchy                 | Kresanica (2122 m)            |
| ZÁPADNÍ TATRY                                                            | Liptovské kopy                | Veľká kopa (2052 m)           |
| ZÁPADNÍ TATRY                                                            | Lúčna                         | Lúčna (1653 m)                |
| ZÁPADNÍ TATRY                                                            | Kasprov vrch                  | Kasprov vrch (1987 m)         |
| ZÁPADNÍ TATRY                                                            | Ornak                         | Zadni Ornak (1867 m)          |
| VÝCHODNÍ TATRY                                                           | Vysoké Tatry                  | Gerlachovský štít (2655 m)    |
| VÝCHODNÍ TATRY                                                           | Belianské Tatry               | Havran (2152 m)               |
| PROVINCIE • Subprovincie • Oblast / Celek / PODCELEK • Okrsek • (vrchol) |                               |                               |

### Štíty a vrcholy
Nejvyšším vrcholem Tater je Gerlachovský štít (2654 m). Dalšími vrcholy podle výšky jsou Gerlachovská veža (2642 m), Lomnický štít (2632 m), Ľadový štít (2627 m), Pyšný štít (2621 m), Zadný Gerlach (2616 m), Lavínový štít (2606 m), Malý Ľadový štít (2602 m), Kotlový štít (2601 m), Lavínová veža (2600 m) a další.
Volně přístupné po turistických trasách jsou ve Vysokých Tatrách následující vrcholy:
- Svinica (2301 m)
- Kriváň (2495 m)
- Kôprovský štít (2363 m)
- Rysy (2503 m), hraniční vrchol s Polskem, možný přechod hranice
- Predné Solisko (2093 m)
- Východná Vysoká (2429 m)
- Slavkovský štít (2452 m)
- Velká Svišťovka (2037 m)
- Jahňací štít (2230 m)

Na Gerlachovský štít, Vysokú (2547 m), Ľadový či Lomnický štít se dá v současné době dostat jen v doprovodu horského vůdce. Na Lomnický štít vede lanovka z Tatranské Lomnice přes Skalnaté pleso.
V Západních Tatrách jsou přístupné tyto vrcholy:
- Bystrá (2248 m)
- Jakubina (2194 m)
- Baranec (2185 m)
- Baníkov (2178 m)
- Plačlivô/Plačlivé (2125 m)
- Ostrý Roháč (2088 m)
- Volovec (2063 m)
- Brestová (1934 m)
- Sivý vrch (1805 m)

a mnoho dalších menších vrcholů.

### Údolí

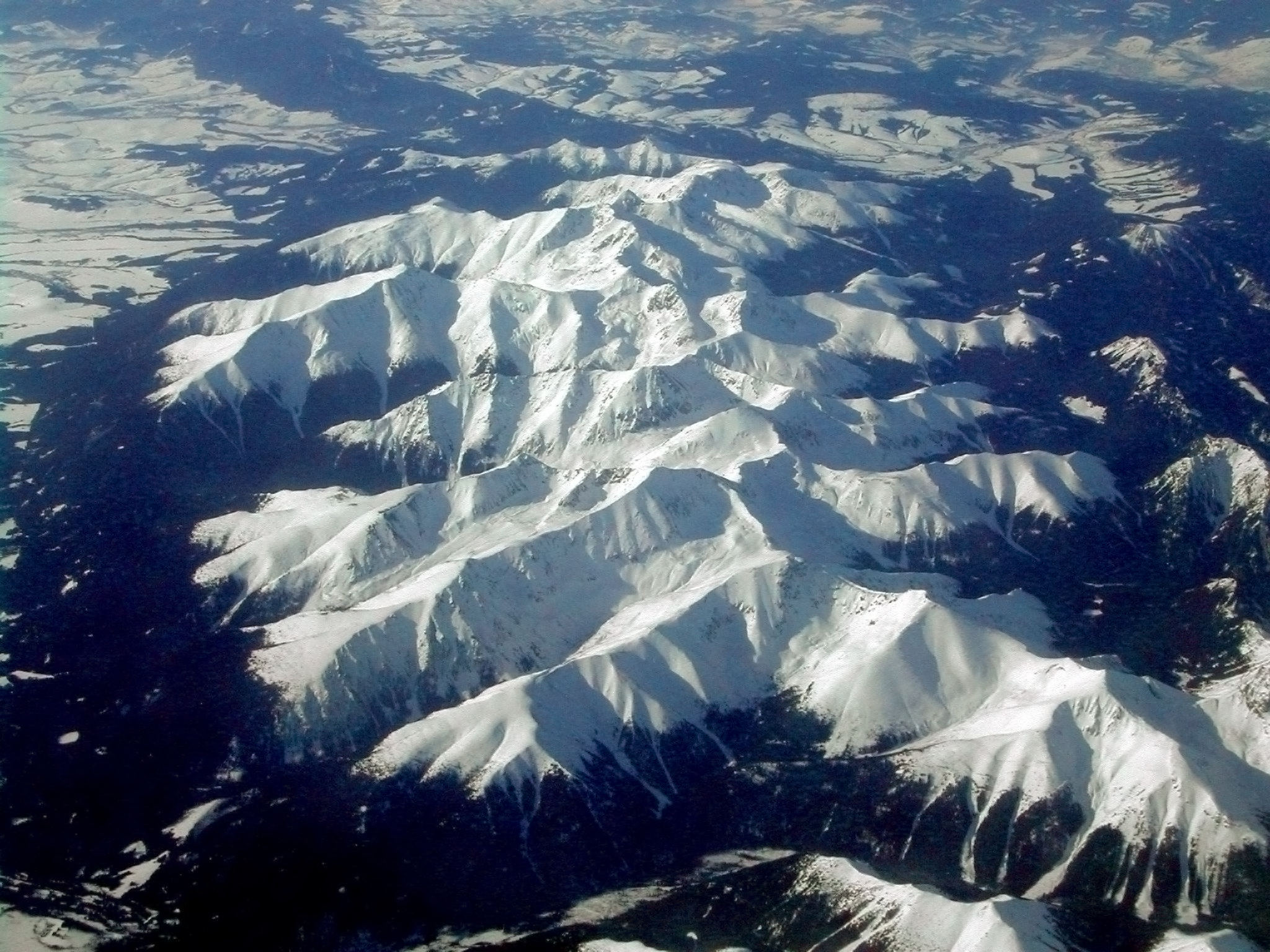
Západní Tatry

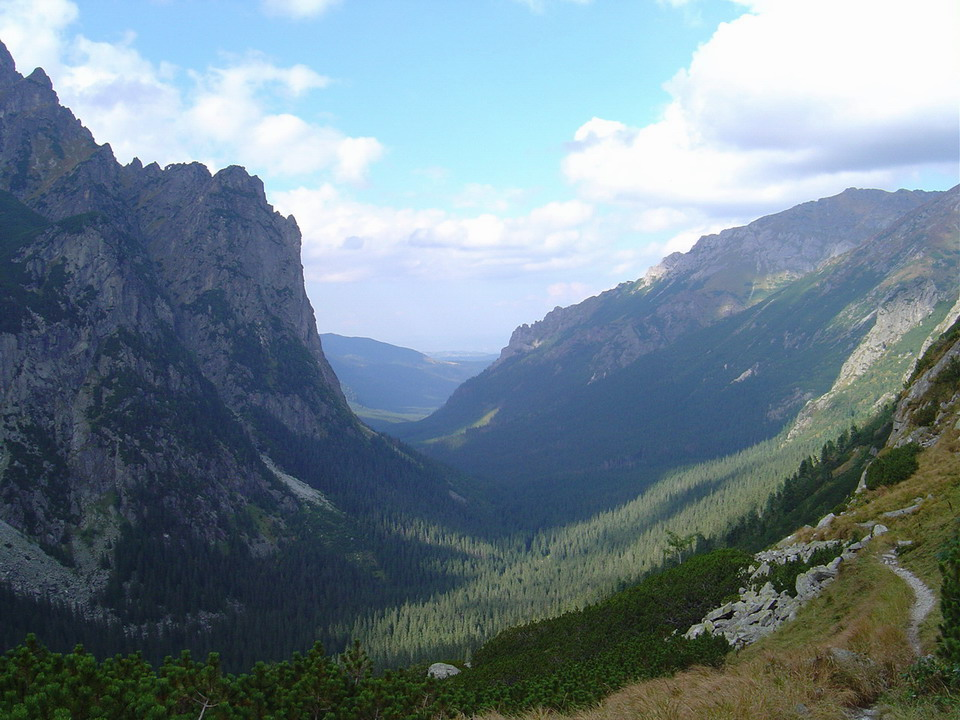
Bielovodská dolina

Tatranská údolí jsou jakýmsi protipólem tatranských hřebenů. V Tatrách je jich asi 30.
- na slovenské straně, ve Východních Tatrách:
  - Batizovská dolina
  - Bielovodská dolina
  - Dolina Kežmarskej Bielej vody
  - Dolina siedmich prameňov
  - Furkotská dolina
  - Javorová dolina
  - Kôprová dolina
  - Malá Studená dolina
  - Mengusovská dolina
  - Mlynická dolina
  - Starolesnianska dolina
  - Tichá dolina
  - Velická dolina
  - Veľká Studená dolina

- na polské straně:
  - Dolina Chochołowska z Jarząbczou a Starobociańskou
  - Dolina Lejowa
  - Dolina Kościeliska z Tomanowou a Miętusią
  - Dolina Małej Łąki, Zza Bramką, Strążyska, Ku Dziurze, Białego
  - Dolina Bystrej z Kondratowou, Goryczkowou, Kasprowou i Jaworzyńskou
  - Dolina Olczyska
  - Dolina Suchej Wody Gąsienicowej s Dolinou Gąsienicowou a s Dolinou Pańszczycy
  - Dolina Filipka
  - hraniční Dolina Bialky s Dolinou Rybiego Potoku, Dolinou Pięciu Stawów Polskich, Doliną Roztoki a Dolinou Waksmundzkou (na slovenské straně patří do Doliny Bialky Bielovodská dolina se svými částmi)

- na slovenské straně v Západních Tatrách:
  - Žiarska dolina
  - Račkova dolina
  - Jamnícka dolina
  - Bystrá dolina
  - Kamenistá dolina
  - Roháčska dolina a jiné

Bielovodská dolina je jediné údolí Tater alpského rázu. Je to zároveň nejdelší tatranské údolí. Údolí v Západních Tatrách jsou méně strmé než údolí ve Východních, jsou ale také hezké a obklopené vysokými vrcholy.

### Vodopády
Mezi nejznámější vodopády patří:
- Vodopády Studeného potoka

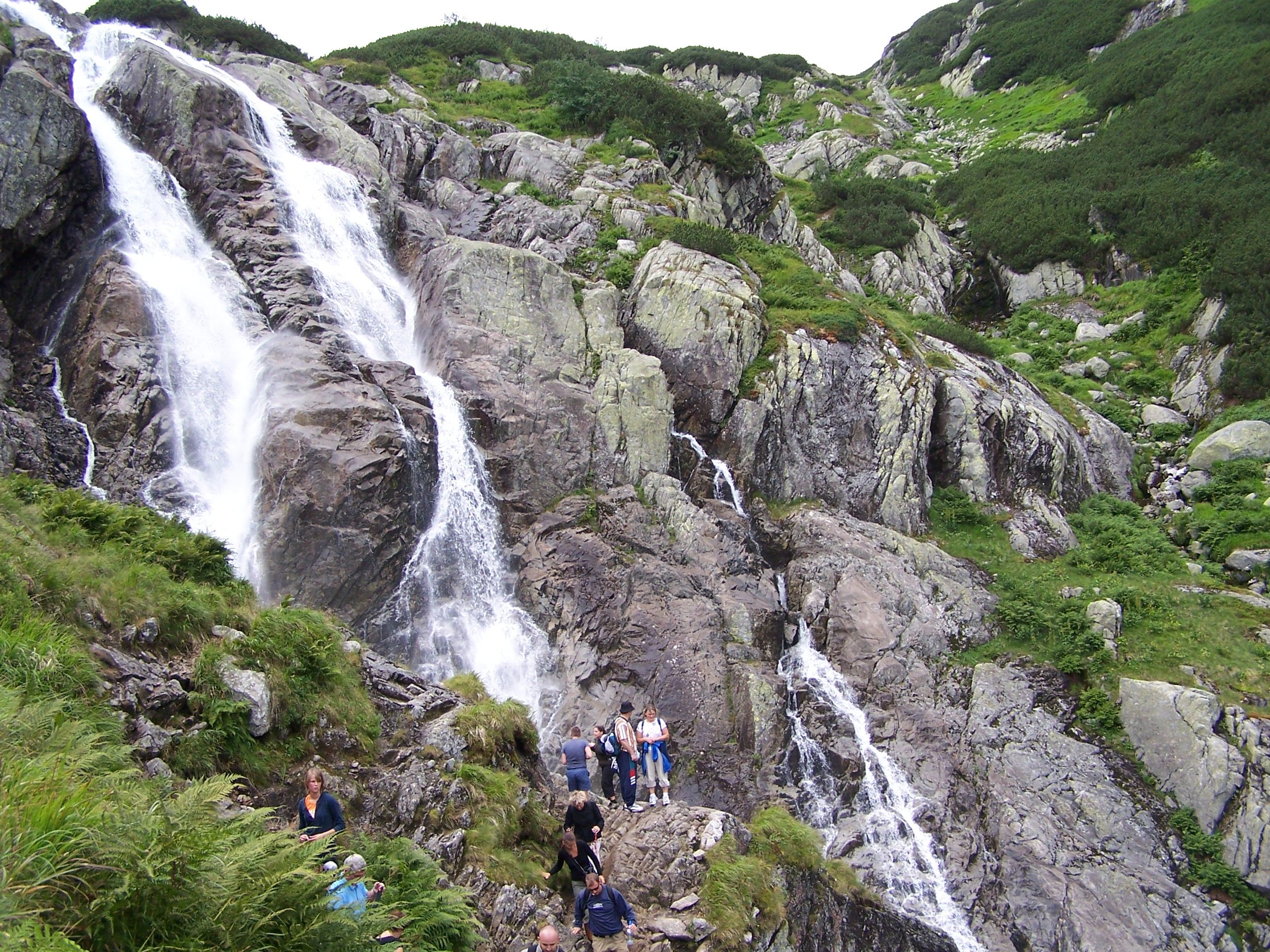
Siklawa

- Obrovský vodopád na Malém Studeném potoce
- Vodopád Skok v Mlynickej doline
- Kmeťov vodopád v Kôprovskej dolině - nejvyšší tatranský vodopád

### Jeskyně

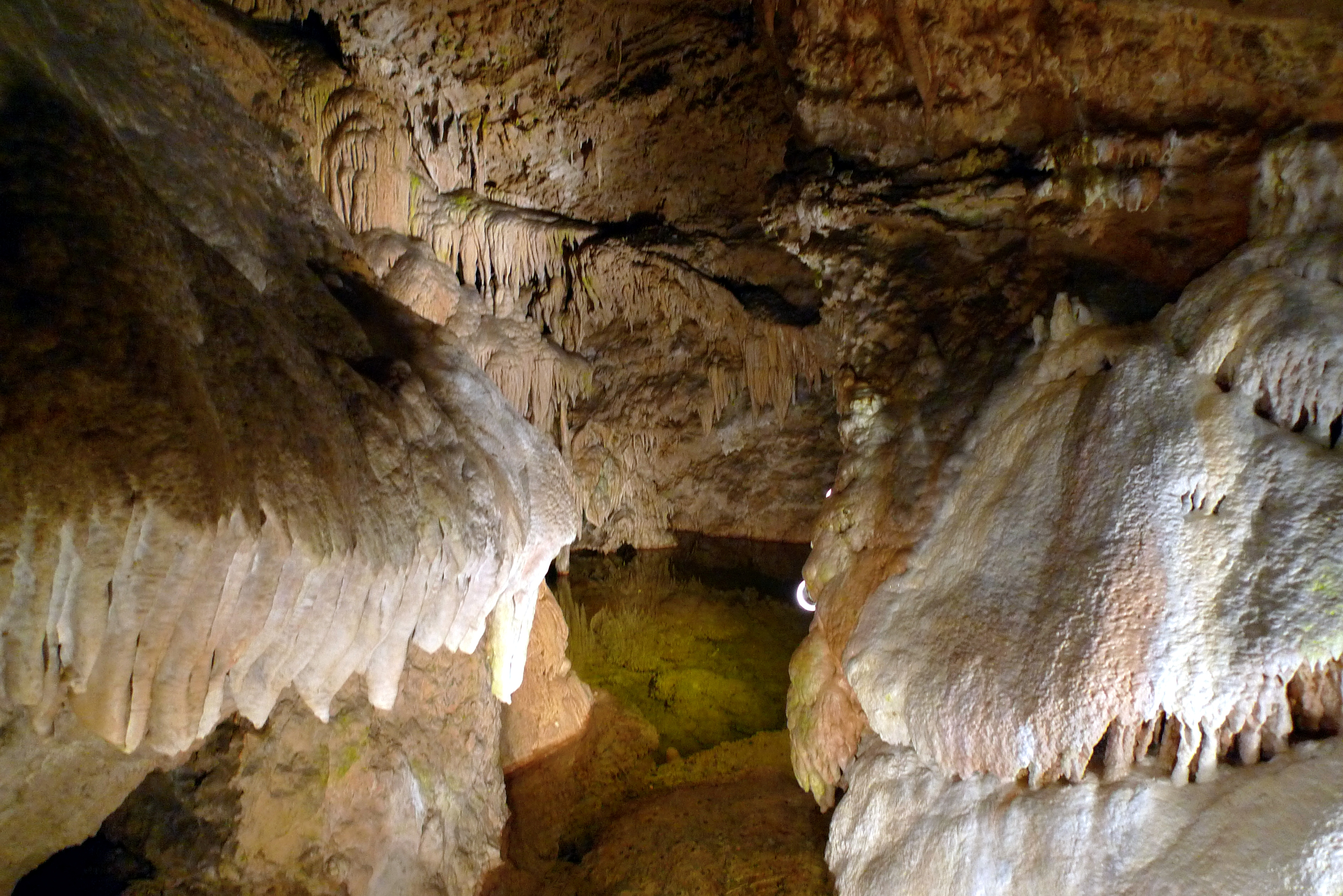
Belianská jeskyně

Na území Tater se působením vody vytvořilo mnoho jeskyní, v současnosti je jich 330 zmapovaných. Jde převážně o krasové jeskyně s krápníkovou výzdobou a s malými jezery. Většina těchto jeskyň je pro veřejnost uzavřena.
Mezi nejznámější patří:
- nejdelší
  - Jeskyně měsíčního stínu - (delka 26555 m)
  - Wielka Śnieżna – nejdelší (délka 22749 m)
  - Wysoka – Za Siedmiu Progami (délka 11660 m)
  - Śnieżna Studnia (délka 11000 m)
- nejhlubší
  - Wielka Śnieżna – nejhlubší (824 m)
  - Śnieżna Studnia (hloubka 759 m)
  - Bańdzioch Kominiarski (hloubka 562 m)
- nejnavštěvovanější
  - Belianska jaskyňa – nejnavštěvovanější, délka 1752 m, přístupných 1275 m, (vchod v Tatranskej Kotline)

## Ochrana přírody

TPN

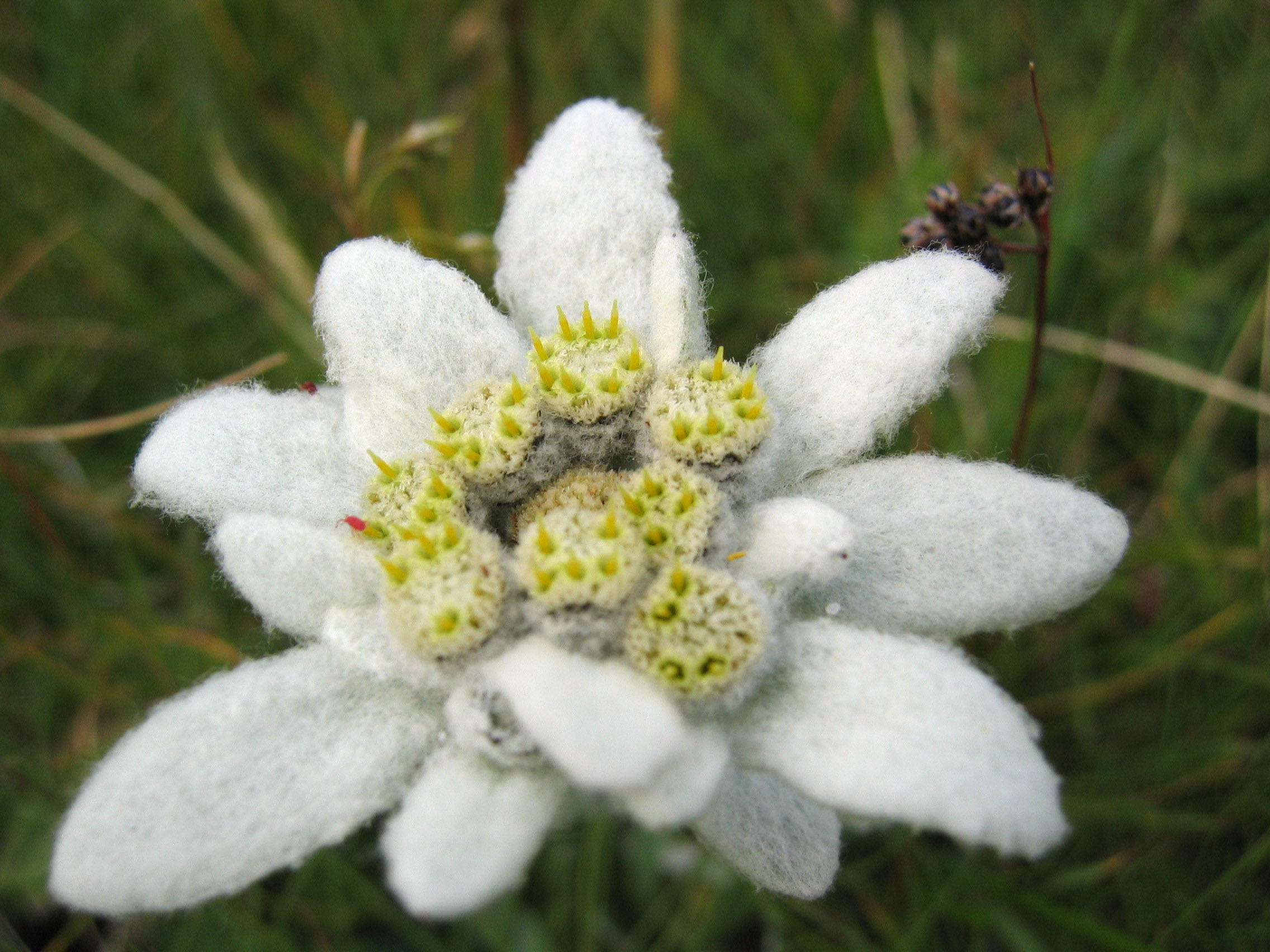
Plesnivec alpský

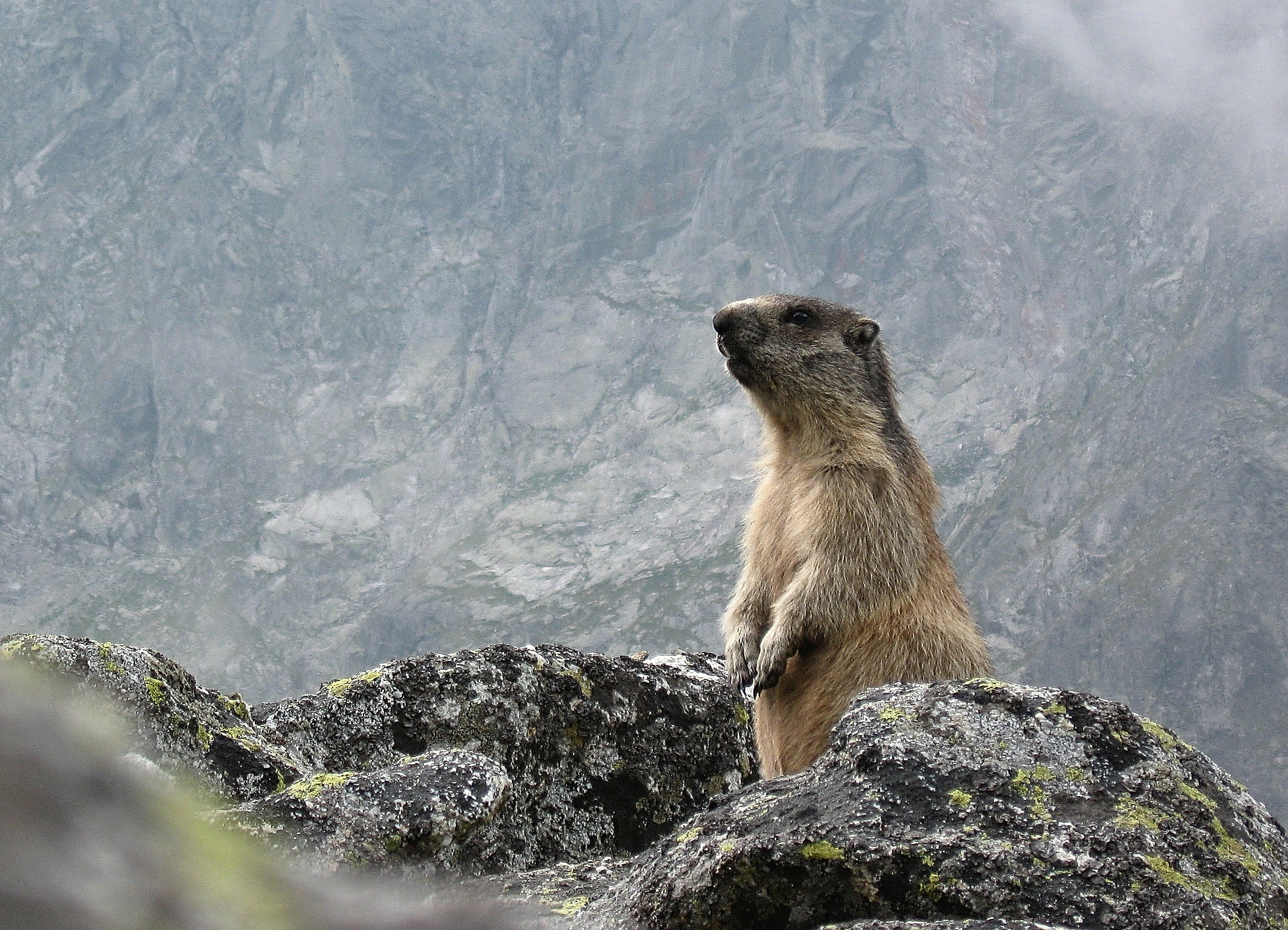
Svišť horský

### Národní parky
Na území Tater leží dva národní parky:
- Tatranský národní park (slovensky Tatranský národný park; TANAP) na Slovensku
- Tatranský národní park (polsky Tatrzański Park Narodowy; TPN) v Polsku

TANAP byl vyhlášen v roce 1948 s účinností od 1. ledna 1949, TPN v roce 1954, s účinností od 1. ledna 1955. Území Západních Tater bylo ke slovenskému parku přičleněno s účinností k 6. únoru
1987. Rozloha TANAPu je v současnosti 1045 km², z toho vlastní území 738 km², ochranné pásmo 307 km².
TPN má rozlohu 212 km².
Ochranářsky nejhodnotnějším je pás Tater 55 km dlouhý a 17 km široký. Délka Tater je asi 80 km.

### Flóra
Horské svahy jsou porostlé převážně smrkovými lesy, ve vyšších partiích kosodřevinou. Nad pásmem kosodřeviny leží pásmo bohatých subalpínských luk a alpínských trávníků s bohatou vysokohorskou květenou s několika tatranskými endemity. Druhově nejbohatší jsou Belianské Tatry.

### Fauna
Mezi typické zástupce tatranských savců patří kamzík horský, svišť horský a medvěd hnědý. Z horských druhů ptáků zde hnízdí orel skalní, pěvuška podhorní, linduška horská a další.

## Turistika

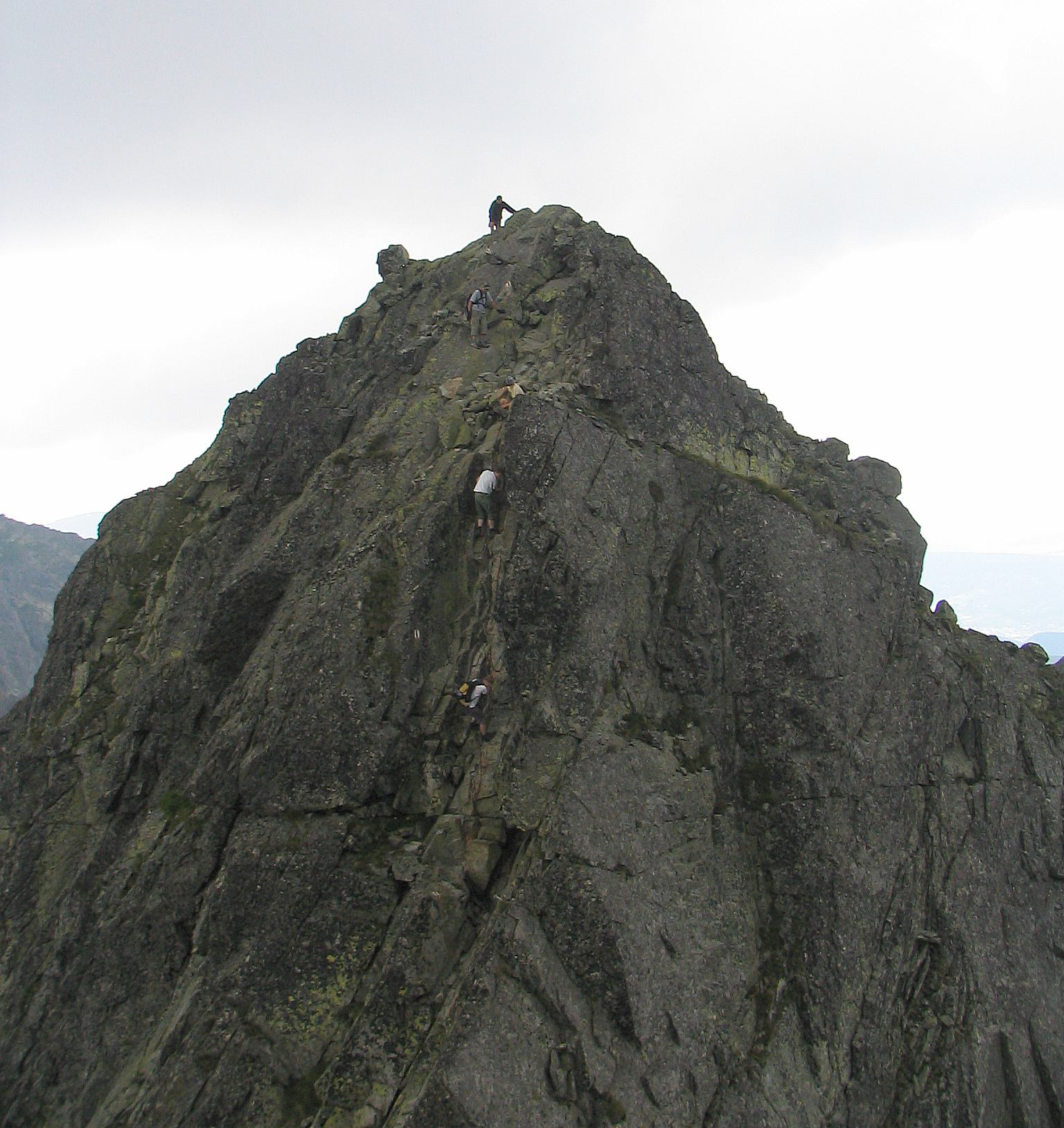
Orla Perć

Nejvyšším bodem v horách, na který se můžete dostat po označených stezkách jsou Rysy, a nejtěžší cesta je Orla Perć.
Na Slovensku jsou stezky v Tatrách nad horskými chatami uzavřeny od 1. listopadu do 15. června. V Polsku jsou stezky otevřené po celý rok.
Nejčastějšími turistickými návštěvníky jsou Poláci, Slováci a Češi a tyto národy také patří také mezi nejčastější oběti těchto hor.

## Počasí
Počasí má převážně horský až vysokohorský ráz. Turisté musí počítat s jeho náhlými změnami, hlavně pří výstupech na vrcholy nebo při přechodech dlouhými tatranskými údolími, které trvají většinou 8 až 10 hodin. Průměrná roční teplota v nadmořské výšce 1000 m je 5 °C, v červenci 15 °C. Nejvhodnějším obdobím pro turistické výstupy v Tatrách je podzim, kdy je počasí nejstabilnější kvůli nižším teplotám a zároveň je i výborná viditelnost.

## Paleontologie
V Tatrách byly objeveny fosilní otisky stop druhohorních dinosaurů z období pozdního triasu (asi před 222 až 202 miliony let), a to v sedimentech geologického souvrství Tomanová.